# Liste der Naturdenkmale in Laupheim
| Naturdenkmale | Anzahl |
| ------------- | ------ |
| FND           | 0      |
| END           | 4      |
| Gesamt        | 4      |

Die Liste der Naturdenkmale in Laupheim nennt die verordneten Naturdenkmale (ND) der im baden-württembergischen Landkreis Biberach liegenden Stadt Laupheim. In Laupheim gibt es insgesamt ein als Naturdenkmal geschützte Objekte, das ein Einzelgebilde-Naturdenkmale (END) ist.
Stand: 29. Juli 2024.

## Einzelgebilde (END)
| Name                           | Bild | Kennung     | Einzelheiten | Position | Fläche Hektar | Datum         |
| ------------------------------ | ---- | ----------- | ------------ | -------- | ------------- | ------------- |
| Jahn-Eiche an der Ulmer Straße | BW   | 84260700001 | Laupheim     | ⊙        | 0,0           |               |
| Eiche beim Ziegelhof           | BW   | 8426070002  | Laupheim     | ⊙        | 0,0           | 23. Juli 1993 |
| Eiche mit Buschgruppe          | BW   | 84260700003 | Laupheim     | ⊙        | 0,0           | 1. Feb. 1994  |
| Linde am Friedhof              | BW   | 84260700004 | Laupheim     | ⊙        | 0,0           | 1. Feb. 1994  |
| Legende für Naturdenkmal       |      |             |              |          |               |               |